# Mathias Christen
Mathias Christen (sinh ngày 18 tháng 8 năm 1987) là một cầu thủ bóng đá quốc tế người Liechtenstein đang chơi cho câu lạc bộ Thái Lan Singhtarua, ở vị trí tiền vệ.

## Sự nghiệp
Sinh ra tại Vaduz, Christen đã chơi bóng đá câu lạc bộ ở Thụy Sĩ, Liechtenstein và Thái Lan như FC Triesen, FC Balzers, FC Wil, FC Gossau, FC Vaduz, FC Linth 04, USV Eschen / Mauren và Singhtarua.
Anh tham gia đội tuyển quốc gia Liechtenstein vào năm 2008. Anh ghi bàn thắng quốc tế đầu tiên của mình trong trận đấu với Bosnia và Herzegovina tại chiến dịch vòng loại World Cup 2014.